# Mont Sabine
Le mont Sabine est un sommet situé dans la chaîne de l'Amirauté en Antarctique.